# Platycheirus latens
Platycheirus latens är en tvåvingeart som beskrevs av Mutin 1999. Platycheirus latens ingår i släktet fotblomflugor, och familjen blomflugor. Inga underarter finns listade i Catalogue of Life.